# حملة جزيرة دونغشان
حملة جزيرة دونغشان (بالإنجليزية: Dongshan Island Campaign)‏ هي معركة نشبت في 16 يوليو 1953 بين الجيش الوطني الثوري وجيش التحرير الشعبي، انتهت المعركة في 18 يوليو 1953. كانت نتيجتها انتصار جيش التحرير الشعبي الصينى.